# FK Čáslav
FK Čáslav is een Tsjechische voetbalclub uit Čáslav. De club is in 1927 opgericht als SK Čáslav. Tussen 2006 en 2011 speelde de club op het tweede niveau van Tsjechië, de toenmalige Druhá liga. Het beste seizoen was 2008/09, waarin een tweede plaats in de competitie werd behaald. Van promotie werd echter afgezien. De licentie voor de Gambrinus liga werd verkocht aan 1. FC Slovácko.

## Naamswijzigingen
- 1927 – opgericht als SK Čáslav
- 1949 – fusie met Slavoj Čáslav → SK KOSMOS Čáslav
- 1989 – FC Zenit Čáslav
- 2011 – FK Čáslav